# Pleš (Tschechien)

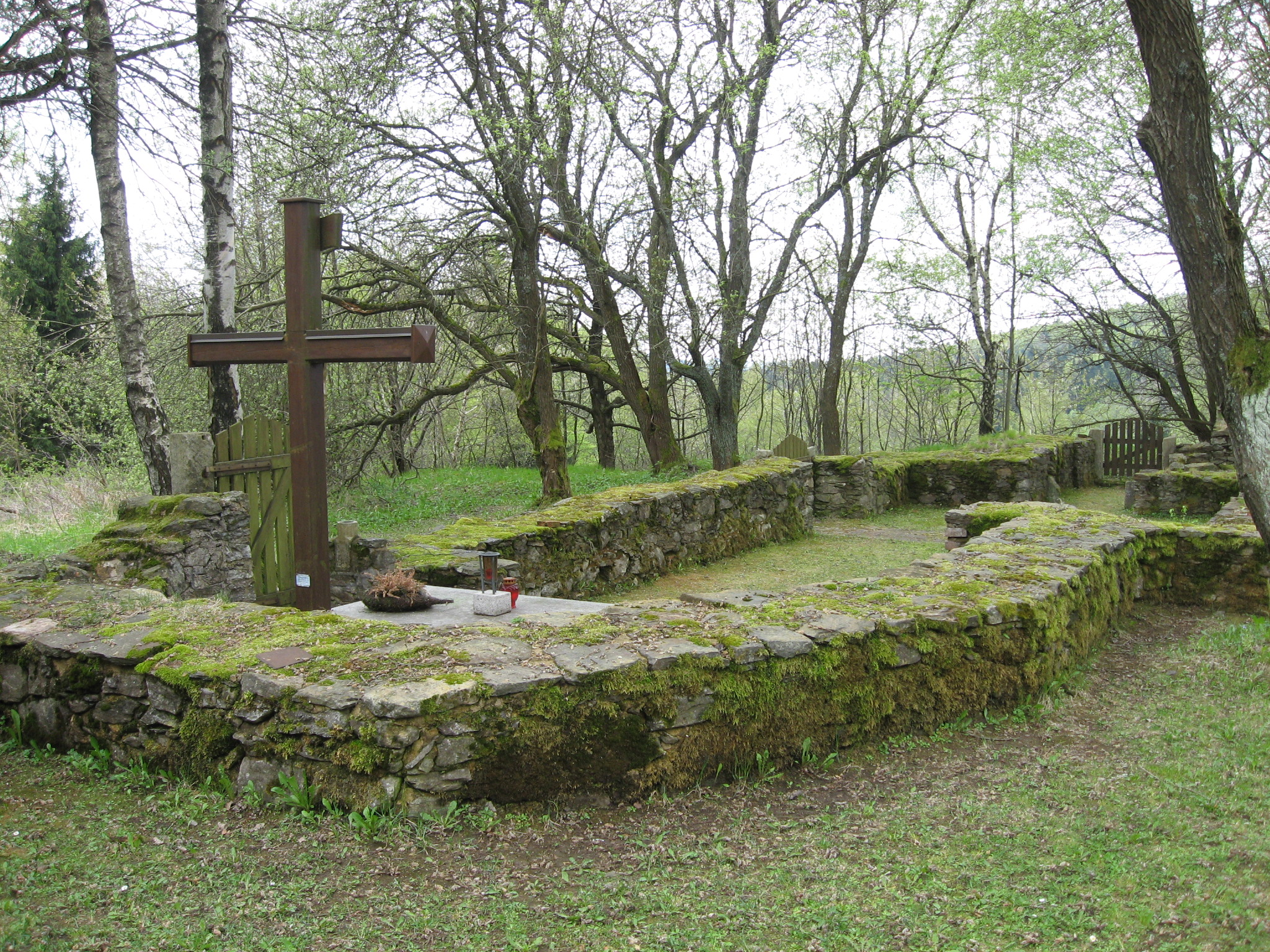
Grundmauern der Kirche Johannes des Täufers

Pleš (deutsch Plöss, oder auch Plöß) ist ein Gemeindeteil von Bělá nad Radbuzou (Weißensulz) im westböhmischen Okres Domažlice (Bezirk Taus) in Tschechien. Pleš/Plöss war einst die höchstgelegenen Siedlung (765 Meter) im Kreis Bischofteinitz und ist seit den 1960er Jahren eine Wüstung.

## Geografische Lage
Pleš/Plöss liegt nahe der deutsch-tschechischen Grenze zwischen dem 794 m hohen Pleš (Plösser Berg) und dem 863 m hohen Velký Zvon (Plattenberg).

## Geschichte

### Anfänge bis 1945
Plöss wurde vermutlich Mitte / Ende des 16. Jahrhunderts von „Tausern“, deutschen Siedlern, gegründet, die von Taus/Domažlice aus Wälder für die Glasherstellung rodeten und sich ansiedelten. Urkundlich erwähnt wurde Plöss erstmals  im Jahre 1606. 1789 wurde es als „Pleß“ unter der Fideikommissherrschaft Heiligenkreuz aufgeführt. Bei Sommer wurde Plöss 1839 als Dorf mit 54 Häusern und 483 Einwohnern erwähnt. Der Name „Plöss“ kommt wohl von „Blöße“ – eine in den Wald gehauene Lichtung. 1913 hatte Plöss schon 67 Häuser mit 642 Einwohnern. Wenzelsdorf und Straßhütte waren Ortsteile von Plöß.
Die Volkszählung vom 1. Dezember 1930 berichtet für Plöss folgendes Ergebnis:
- Plöss: 105 Häuser, 707 deutsche Einwohner, 8 Tschechen, 11 Ausländer.
- Straßhütte: 1 Haus, 4 deutsche Einwohner.
- Wenzelsdorf: 61 Häuser, 452 deutsche Einwohner, 1 Ausländer.

Für 1939 wird über Plöss aufgezeichnet:
- Wenzelsdorf mit 31 Häusern und 371 Einwohnern
- Rappauf mit 5 Häusern
- Straßhütte mit 2 Häusern und 5 Einwohnern
- Plöss insgesamt: 124 Häusern und 1167 Einwohner

Plöss war zu dieser Zeit ein beliebter Ausflugsort mit drei Gaststätten, einer Bäckerei, einem Fleischer und einem Schmied. Nach dem Münchner Abkommen wurde Plöß dem Deutschen Reich zugeschlagen und gehörte bis 1945 zum Landkreis Bischofteinitz.

### Pleš/Plöss in den Nachkriegsjahren
Im Zuge der Beneš-Dekrete wurden ab 1945 alle deutschen Bewohner vertrieben. Das Ortsgebiet nahe zur Grenze nach Bayern wurde militärisches Sperrgebiet. Fast alle Häuser wurden niedergerissen. Lediglich der frühere Gasthof Flor (Nr. 22) und das Forsthaus (Rössler Villa, Nr. 73) wurden verschont. Der Gasthor Flor diente als Station der Grenztruppen. Ende der 1970er Jahre wurden die Grenzanlagen weiter ins Landesinnere verlegt und die Kaserne in Plöss (der ehemalige Gasthof Flor) aufgegeben. Als Ersatz wurde eine neue Kaserne in Wenzelsdorf gebaut, die auch nach dem Abzug der Grenztruppen 1990 heute noch zu sehen ist. Danach wurde auch der Gasthof Flor niedergerissen.
Die alte Rössler-Villa (Nr. 73) ist das einzige heute noch erhaltene Gebäude und wurde zunächst als Forsthaus genutzt und wird mit dem Schmuggler und Agenten Josef Zíka, der Förster in Plöss war, in Verbindung gebracht. Das Haus wurde nach dem Mauerfall in einen Gasthof mit Pension umgestaltet.

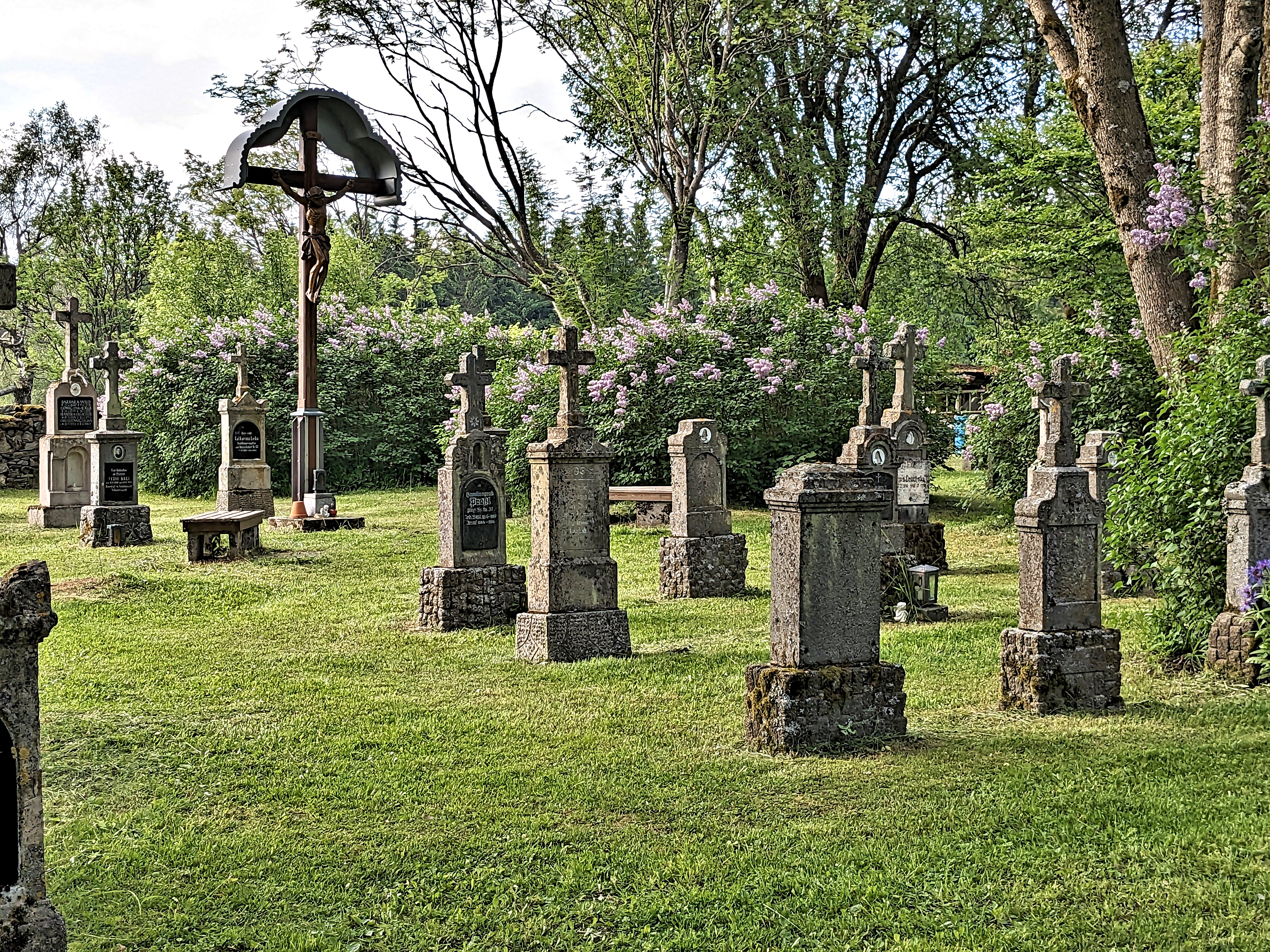
Der rekonstruierte Friedhof / Obnovený hřbitov (2023)

Nach der Grenzöffnung 1989 wurden der zerstörte Friedhof und die Grundmauern der Friedhofskirche „Johannes der Täufer“ von ehemaligen, vertriebenen Bewohnern  restauriert. In Sichtweite der Grenze in Friedrichshäng haben sie einen Gedenkstein an das ehemalige Heimatdorf Plöss errichtet. Sie wollten auch die Grundmauern der ehemaligen Dorfkirche „Maria Hilfe der Christen“ am Dorfplatz wieder restaurieren, jedoch war die Zerstörung der Kirche so gründlich, dass der Standort nicht genau gefunden werden konnte. Deswegen wurde zur Erinnerung an die zerstörte Pfarrkirche am ungefähren Standort eine Kapelle errichtet und am 25. Juni 2016  eingeweiht.

### Kirchengeschichte von Pleš/Plöss
Die Bewohner von Plöss waren überwiegend Katholiken. Die Gläubigen von Plöss wurde vor 1654 von Heiligenkreuz und anschließend von Eisendorf aus mit betreut. 1668 wurde auf einer Anhöhe am nördlichen Ortsrand eine Kirche erbaut, die Johannes der Täufer geweiht wurde. 1787 wurde Plöß eine Lokalie von Eisendorf und 1851 wurde es zur eigenständigen Pfarrei. Wegen zunehmender Schäden an der alten Pfarrkirche musste diese geschlossen werden. Sie wurde renoviert und 1882 im Zug der Einweihung einer Erweiterung des Friedhofs als Friedhofskirche wiedereröffnet. 1798 wurde in der Ortsmitte zunächst eine Kapelle errichtet, die 1870 erneuert wurde. An ihrer Stelle wurde dann eine „Maria Hilfe der Christen“ geweihte Kirche erbaut, die 1906 eingeweiht wurde.

## Ortsgliederung
Zu Pleš gehören die Wüstungen Plešský Mlýn (Dorfmühle), Rabov (Rappauf), Štráská Huť (Straßhütte), Václav (Wenzelsdorf) und Zankmühle.

## Bildung
Bereits 1722 ließ ein Freiherr aus der Adelslinie Kotz von Dobrz eine Schule errichten. Sie war zweiklassig und zählte 132 Kinder. 1879 wurde sie  umgebaut.
Nachdem auch sie zu klein geworden war, wurde 1892 -ebenfalls auf Initiative eines Freiherrn Kotz von Dobrz- ein Neubau auf dem Dorfplatz, unterhalb der Dorfkapelle, errichtet. Der Neubau hatte bis zu vier Klassen. Der letzte Lehrer war Wenzel Zeug. Die neue Schule hatte eine Niederlassung in Wenzelsdorf mit zwei Klassen. Außerdem gab es in Plöss nach dem Ersten Weltkrieg eine tschechische Minderheitsschule.

## Religion
Im Jahre 1684 wurde in Plöss eine zweite Kapelle oberhalb des Ortes erbaut. Seit 1787 war der Ort eine Filiale von Eisendorf, dessen Kaplan dort jeden dritten Sonntag den Gottesdienst hielt.
Am 3. März 1858 wurde Plöss zur Pfarrei erhoben und erhielt eine Pfarrkirche und einen Pfarrer. Am 28. September 1906 wurde eine neue Pfarrkirche eingeweiht.

## Wirtschaft
In Strasshütte gab es von 1789 bis 1830 eine Glashütte, in der Spiegelglas erzeugt und geschliffen wurde. Diese bot den Plössern Arbeitsmöglichkeiten. Durch die Höhe, das raue Klima und karge Böden war die Landwirtschaft in Plöß sehr schwierig. Trotzdem gab es zehn Bauern mit über 10 ha Grund und guter Viehwirtschaft.
Die übrigen Bewohner von Plöß arbeiteten als Handwerker oder als Arbeiter im Wald oder in der Umgebung.